# Sport Club Corinthians USA
Sport Club Corinthians USA é um clube de futebol estadunidense da cidade de Fontana, no estado da Califórnia. Atualmente disputa a National Premier Soccer League.

## Histórico
O Sport Club Corinthians USA foi fundado em 2010, com o propósito de expandir a visibilidade do clube matriz em outros países.
Iniciou as atividades em 2013, com o brasileiro Palhinha como técnico. Seu escudo é igual ao do clube paulista, mas com a bandeira estadunidense ao centro. O clube manda suas partidas no Estádio Citrus College Stadium, na cidade de Glendora, com capacidade para 10.000 pessoas. Disputava a Coast Soccer League, liga de futebol sediada na Califórnia para equipes adultas, sub-23 e sub-19. Em março de 2014, o time participou da fase de classificação para a disputa da US Open Cup, a mais tradicional competição de futebol dos EUA. Venceu a equipe do Juventus Black por 5x0 e classificou-se para a disputa da US Open Cup, que iniciou em 7 de maio de 2014 com a primeira rodada da competição. Porém, sob a alegação de não ter jogadores estrangeiros inscritos dentro do prazo, a equipe foi desclassificada e a partida cancelada.
Em 2 de agosto de 2015, anunciou oficialmente o rompimento de laços com a matriz brasileira e torna-se independente. Nesse mesmo ano fez sua primeira excursão internacional para Dubai, nos Emirados Árabes Unidos, e Catar.
Desde 2016 a equipe disputa a National Premier Soccer League.

## Títulos

### Sub-19
- Premier League Tournament: 2013

## Campanhas de destaque

### Equipe Principal
- US Open Cup: fase de classificação

### Sub-23
- Coast Soccer League Summer: 2º lugar - 2013[8]

## Diretoria
Atualizado em 14 de maio de 2015: